# Centrum tradiční lidové kultury
Centrum tradiční lidové kultury (dříve Šmeralův dům nebo Památník Bohumíra Šmerala, Šmeralák nebo Šmeralův rodný dům a od roku 2023 oficiálně také Šmeralův statek) je muzeum v Třebíči, nachází se na Cyrilometodějské ulici v Třebíči, dříve v budově fungoval Památník Bohumíra Šmerala. Budova je jako historická venkovská usedlost chráněnou kulturní památkou, kdy do roku 1991 měla status národní kulturní památky.
Centrum tradiční lidové kultury je od roku 2019 provozováno Muzeem Vysočiny Třebíč.

## Historie
Dům byl postaven v 16. století, ve 20. století v domě měla rodina Šmeralových hostinec a kolem roku 1950 byl objekt zakoupen státem.
V roce 1880 se v budově na Nových Dvorech v Třebíči narodil Bohumír Šmeral. Roku 1960 byla v budově rodného domu Bohumíra Šmerala otevřena první expozice o Bohumíru Šmeralovi a dělnickém hnutí. V roce 1971 byla expozice překomponována a byla nově věnována pouze Bohumíru Šmeralovi. V roce 1978 byl rodný dům B. Šmerala prohlášen za národní kulturní památku, současně s tím získalo dům a expozici do péče Západomoravské muzeum (pozdější Muzeum Vysočiny Třebíč) a přebudovalo dům na Památník Bohumíra Šmerala. Expozice v tehdejším památníku informovala o životě a díle Bohumíra Šmerala od narození, přes život v politice až po dobu jeho úmrtí. Expozice fungovala do roku 1989, kdy byla zrušena.
V roce 1991 byl budově odebrán statut národní kulturní památky, byla tak uznána za kulturní památku a Západomoravské muzeum budovu začalo po roce 1991 využívat jako depozitář. Mimo jiné byly v budově uskladněny sochy Bohumíra Šmerala či Gustava Klimenta, které dříve stály v Třebíči.
Mezi roky 2018 a 2019 byla budova rekonstruována za celkovou částku asi 19 milionů Kč, budova byla obnovena a slouží jako centrum tradiční lidové kultury, jehož patronací je mimo jiné ochrana tradiční lidové kultury. V prosinci roku 2019 bylo v budově po opravě otevřeno Centrum tradiční lidové kultury.
V roce 2021 bylo centrum opět otevřeno, od května roku 2021 byla uvedena výstava Centra tradiční lidové kultury příhraničních regionů, která vznikla ve spolupráci českých a rakouských autorů.